# Ommatius dilatipennis
Ommatius dilatipennis är en tvåvingeart som beskrevs av Wulp 1872. Ommatius dilatipennis ingår i släktet Ommatius och familjen rovflugor. Inga underarter finns listade i Catalogue of Life.